# Doryphoribius dupliglobulatus
Doryphoribius dupliglobulatus är en djurart som tillhör fylumet trögkrypare, och som beskrevs av Ito 1995. Doryphoribius dupliglobulatus ingår i släktet Doryphoribius och familjen Hypsibiidae. Inga underarter finns listade i Catalogue of Life.